# 脱毛圆锥悬钩子
脱毛圆锥悬钩子（学名：Rubus paniculatus var. glabrescens）为蔷薇科悬钩子属下的一个变种。

## 扩展阅读
- 維基物種上的相關：脱毛圆锥悬钩子